# Spin (socjotechnika)
Spin – określenie w socjotechnice (public relations) mocno zniekształconego portretu rzeczywistości na czyjąś korzyść, w związku z jakimś wydarzeniem lub sytuacją, którego głównym celem jest uzyskanie subiektywnie najlepszego rezultatu. W świecie mediów i polityki forma spin jest rozumiana w sposób metaforyczny i oznacza stronniczą lub „skrzywioną” informację, która ma na celu tworzyć korzystne wrażenie w oczach opinii publicznej; interpretację oraz punkt widzenia. W takim kontekście spin pojawił się po raz pierwszy na łamach amerykańskiej i brytyjskiej prasy, m.in. 20 marca 1977 roku w „Washington Post” czy rok później w „Guardian Weekly”. Spin stał się nieodzownym elementem współczesnej polityki i znacząco wpłynął na język, jakim posługują się politycy, mimo że tradycja tworzenia korzystnej interpretacji sięga jeszcze czasów Arystotelesa.
W odróżnieniu od tradycyjnego public relations, które opiera się głównie na kreatywnym przedstawianiu faktów, technika spin często, lecz nie zawsze, zakłada pełną obłudy, zdradliwą oraz wysoce manipulatywną taktykę zdolną do pozbawienia ludzi zdroworozsądkowego myślenia.
Spin to akronim wyrażenia Significant Progress In the News (tłum. znaczący postęp w informacjach), stosowanego przez specjalistów od PR w programie Strategic Defense Initiative (tłum. Inicjatywa Obrony Strategicznej, skr. SDI) w połowie lat osiemdziesiątych XX w. Inicjatywa ta została w tym czasie poddana ostrej krytyce jako technicznie wysoce niepraktyczna, a spin był próbą przeciwstawienia się tego typu opiniom dzięki rozpowszechnianiu informacji potwierdzających stały postęp techniczny w dziedzinie SDI.

## Techniki spinu
Wyróżnia się następujące typy techniki spin:
- „wybieranie wisienek” (cherry picking) – selektywna prezentacja dowodów lub ich tuszowanie, co ma potwierdzać czyjąś rację; ta technika nazywa się tak dlatego, że prezentacja wygląda tak jak ktoś w czasie zbioru plonu (np. wiśni) oraz wybiera wyłącznie te najdojrzalsze i najładniejsze jednocześnie pomijając gorsze owoce. Osoba, która kupuje te wiśnie może dojść do błędnego wniosku, że większość lub też wszystkie owoce, które znaleziono były w dobrym stanie,
- zaprzeczenie bez zaprzeczenia (non-denial denial) – wypowiedzi, które brzmią i wyglądają jak zaprzeczenie, ale w istocie nim niebędące; czołowym przykładem może być wypowiedź amerykańskiego prezydenta Billa Clintona: „Nie miałem kontaktów seksualnych z tą kobietą, panią Lewinsky”[a]; z niekorzyścią dla niego, w późniejszym czasie okazało się to krzywoprzysięstwem, przez co został on postawiony w stan oskarżenia,
- przeprosiny bez przepraszania (non-apology apology) – coś co brzmi jak przeprosiny, ale za wypowiedzią tak naprawdę nie jest ukryta żadna cnota; zwykle spin doktorzy korzystają z tej techniki, ponieważ osoba, która zrobiła coś źle chce by słuchacze/obserwatorzy przestali narzekać, że wyrządzono im szkodę. Głównym przykładem jest użycie sformułowania „błędy zostały popełnione” (mistakes were made) przez polityków. Słuchacze żądają wiedzy o jakich błędach oni mówią i kto ich dokonał, a z kolei wszyscy politycy chcą by tamci mieli świadomość, że przepraszają za to wszystko, tak, że odbiorcy zamartwiają się jakimś błędem, kiedy jednocześnie politycy nie mają z tym nic wspólnego,
- podwójny język / pokrętne wywody (doublespeak, pol. dwójmyślenie) – język, który maskuje i zniekształca znaczenie wypowiedzi; polityczni spin doktorzy często wykorzystują doublespeak oraz eufemizm, co pozwala na zastąpienie słów ofensywnych lub mających jakiś emocjonalny ładunek na takie, które są niegroźne,
- ukrywanie złych wiadomości (burying bad news) – technika stosowana kiedy politycy ukrywają niepopularne informacje w trakcie ogłaszania czegoś prawdopodobnie popularnego, co ma na celu to, by media (jak i wszyscy inni) skupili swoją uwagę wyłącznie na dobrych wieściach[6].

Inna technika typu spin zakłada opóźnienie w publikowaniu złych wiadomości, w celu możliwości ukrycia ich w cieniu ważniejszych lub pozytywnych wydarzeń. Znanym przykładem tego typu praktyk było wydarzenie, kiedy to rzecznik rządu Wielkiej Brytanii Jo Moore w liście elektronicznym wysłanym 11 września 2001 r. określiła sytuację po ataku na World Trade Center „dobrym dniem na pozbycie się wszystkiego, co chcielibyśmy pogrzebać” (chodziło między innymi o ogłoszone dwa dni później zmiany w wydatkach jej departamentu – liczono, że dzięki tragedii nie zostaną one zauważone), co skończyło się wkrótce jej odwołaniem.
Osoba będąca specjalistą techniki spinu określana jest mianem spin doktora. Taka osoba „leczy niedobre historie” tworząc jednocześnie lepsze. Działania spin doktorów mają na celu nadanie sprawie dynamizmu, pchnięcie jej w pożądanym kierunku oraz wywołanie pewnego ciągu zdarzeń, który ma przynieść zadowalający efekt (np. wygrane wybory, wyższe wskaźniki społecznej popularności lub pozytywne postrzeganie przez społeczeństwo kwestii spornych).
Techniki PR są skuteczne w zdobywaniu przewagi w procesie „permanentnej kampanii”, zarządzaniu komunikatami wysyłanymi przez rządy i korporacje do grup interesów i członków społeczeństwa, a także w kierunku odwrotnym – od obywateli do rządów i korporacji. Chociaż spin jest wykorzystywany głównie przez potężne grupy interesów, wypracowane przez niego techniki i technologie mogą być wykorzystywane przez silne, aktywne społeczeństwa obywatelskie do tworzenia sprawnie działającej demokracji.

## Przykłady
Przykładem spinu może być sytuacja, która wynikła w wyborach prezydenckich w Stanach Zjednoczonych w 2000 roku, kiedy George W. Bush ubiegał się o pierwszą elekcję. Amerykańska opinia publiczna początkowo uważała jego niewyraźną mowę za przejaw niskiego poziomu inteligencji. W odpowiedzi ekipa Busha „przekuła” niezgrabny ton przemówień na przykład jego „swojskiej” (ludzkiej) osobowości. Mogli oni posłużyć się tym w taki sposób, gdyż ówczesny prezydent Bill Clinton zbudował wokół siebie odmienną od Busha otoczkę intelektualisty, utalentowanego w dziedzinie socjotechniki. Zyskał przy tym nawet przydomek „Slick Willie (Willy)” (tłum. zręczny, sprytny, przebiegły Willie), co odnosiło się głównie do faktu, iż mógł on bezproblemowo wyjść z trudnej dyskusji zwycięsko, nawet mimo bezspornej winy.
W czasie kiedy Bush był kandydatem na urząd prezydenta Stanów Zjednoczonych, kultywował on w oczach społeczeństwa amerykańskiego obraz „swojego chłopa”, którego poczucie moralności zwyciężało wszystkie niedociągnięcia w dziedzinie intelektu. Tak więc ekipa polityczna Busha przeciwstawiała skutecznie swego „nieokrzesanego” kandydata konkurentowi z Partii Demokratycznej, dzięki wykorzystaniu niezbyt błyskotliwych przemówień i zachowania jako charakterystycznej cechy o pozytywnym wydźwięku.

### Polska
- Opóźnianie przez „Gazetę Wyborczą” publicznego ujawnienia informacji o „aferze Rywina”, ze względu na trwające negocjacje rządu Leszka Millera w sprawie akcesji Polski do Unii Europejskiej (co przyznała Wanda Rapaczyńska w jednym z wywiadów telewizyjnych oraz Adam Michnik na konferencji prasowej 15 stycznia 2003 r.)[14],
- Zasugerowanie przez Jacka Kurskiego podczas kampanii prezydenckiej w 2005 r., że dziadek Donalda Tuska służył w Wehrmachcie podczas II wojny światowej[15].

## Historia
W dosłownym znaczeniu czasownik „spin” oznacza proces przędzenia, zdolność do skręcania i obracania, a także produkt powstały w wyniku przędzenia. Jako rzeczownik „spin” oznacza wirowanie lub obrót. Po raz pierwszy wyraz „spin” zanotował Charles Dickens w 1853 roku na łamach brytyjskiego magazynu „Household Words”. Wraz z rozwojem mediów oraz życia politycznego „spin” znalazł się na drodze ewolucji. William Safire, twórca przemówień Richarda Nixona i dziennikarz „New York Times”, w 1986 roku na łamach nowojorskiej gazety opublikował tekst na temat nowego znaczenia wyrazu „spin” coraz częściej pojawiającego się w amerykańskich mediach, m.in. poprzez rozwój rynku politycznego i pojawienie się doradców politycznych, zwanych „spin doktorami”. Safire tłumaczy „spin” jako czasownik wywodzący się ze slangu, który jeszcze w latach 50. XX wieku oznaczał „zmylić” lub „oszukiwać”. Autor tekstu uważa, że wpływ na znaczenie czasownika mógł mieć funkcjonujący w języku angielskim idiom „to spin a yarn” (w języku polskim odpowiadająca temu wyrażaniu forma brzmi: „pleść głupoty” lub „opowiadać niestworzone historie”). W latach 80. XX w. czasownik „spin” zaczął funkcjonować jako rzeczownik „interpretacja” i „przekręcanie”.